# Ronde van Spanje 2020/Zevende etappe
De zevende etappe van de Ronde van Spanje 2020 werd verreden op 27 oktober tussen Vitoria-Gasteiz en Villanueva de Valdegovia. 
| Vitoria-Gasteiz – Villanueva de Valdegovia (160,4 km) |                    |                    |          |
| Plaats                                                | Naam               | Ploeg              | Tijd     |
| 1                                                     | Michael Woods      | EF Education First | 3u48'16" |
| 2                                                     | Omar Fraile        | Astana Pro Team    | + 4"     |
| 3                                                     | Alejandro Valverde | Movistar Team      | z.t.     |
| 4                                                     | Nans Peters        | AG2R La Mondiale   | + 8"     |
| 5                                                     | Guillaume Martin   | Cofidis            | z.t.     |
| 6                                                     | Rui Costa          | UAE Team Emirates  | + 13"    |
| 7                                                     | Alex Aranburu      | Astana Pro Team    | z.t.     |
| 8                                                     | Ide Schelling      | BORA-hansgrohe     | z.t.     |
| 9                                                     | Kenny Elissonde    | Trek-Segafredo     | z.t.     |
| 10                                                    | Davide Formolo     | UAE Team Emirates  | z.t.     |
|                                                       |                    |                    |          |
| 44                                                    | Kobe Goossens      | Lotto Soudal       | + 56"    |

| Algemeen klassement |                     |                        |           |
| Plaats              | Naam                | Ploeg                  | Tijd      |
| Rode trui           | Richard Carapaz     | Team INEOS Grenadiers  | 28u23'51" |
| 2                   | Hugh Carthy         | EF Education First     | + 18"     |
| 3                   | Daniel Martin       | Israel Start-Up Nation | + 20"     |
| 4                   | Primož Roglič       | Team Jumbo-Visma       | + 30"     |
| 5                   | Enric Mas           | Movistar Team          | + 1'07"   |
| 6                   | Felix Großschartner | BORA-hansgrohe         | + 1'30"   |
| 7                   | Marc Soler          | Movistar Team          | + 1'42"   |
| 8                   | Esteban Chaves      | Mitchelton-Scott       | + 2'02"   |
| 9                   | Alejandro Valverde  | Movistar Team          | + 2'03"   |
| 10                  | George Bennett      | Team Jumbo-Visma       | + 2'39"   |
|                     |                     |                        |           |
| 13                  | Wout Poels          | Bahrain McLaren        | + 3'19"   |
| 25                  | Kobe Goossens       | Lotto Soudal           | + 13'43"  |

## Opgaves
- Jay McCarthy (BORA-hansgrohe): kwam tijdens de etappe ten val
- Matteo Moschetti (Trek-Segafredo): finishte buiten tijd en moest de Ronde verlaten
- Romain Seigle (Groupama-FDJ): afgestapt tijdens de etappe

1e etappe ·
2e etappe ·
3e etappe ·
4e etappe ·
5e etappe ·
6e etappe ·
7e etappe ·
8e etappe ·
9e etappe ·
10e etappe ·
11e etappe ·
12e etappe ·
13e etappe ·
14e etappe ·
15e etappe ·
16e etappe ·
17e etappe ·
18e etappe
Startlijst · Eindstanden · Afbeeldingen